# Viviennea subapicalis
Viviennea subapicalis är en fjärilsart som beskrevs av Rothschild 1935. Viviennea subapicalis ingår i släktet Viviennea och familjen björnspinnare. Inga underarter finns listade i Catalogue of Life.